# Jonqueres de la rerapineda de Gavà
El complex Jonqueres de la rerapineda de Gavà està constituït per uns ambients humits situats entre la pineda litoral
de Gavà i els conreus d'horta, al nord de la C-31. Amb una extensió total de 32 hectàrees, es divideix en 4 zones humides diferenciades:
- Jonqueres de la rerapineda de Gavà I, de 8,61 ha
- Jonqueres de la rerapineda de Gavà II, de 6,79 ha
- Jonqueres de la rerapineda de Gavà III, de 11,06 ha
- Jonqueres de la rerapineda de Gavà IV, de 5,54 ha

Està format per un mosaic de parcel·les amb jonquera amb cesquera, situades entre pinedes, conreus i zones urbanitzades. Els processos de successió natural de la vegetació i els canvis d'usos -com l'abandonament de conreus- fan que les parcel·les evolucionin ràpidament, apareixent noves zones i desapareixent-ne d'altres, d'una forma dinàmica.
Dins d'aquest complex s'han identificat 4 zones humides, de característiques molt similars, amb els codis 0800113,
08001114, 08001115 i 08001116. L'hàbitat més característic d'aquests espais és la jonquera amb cesquera (Saccharum ravennae -abans Erianthus ravennae-). Aquesta espècie té en aquesta zona el seu últim reducte poblacional significatiu al delta del Llobregat. També hi apareixen jonqueres amb plantatge crassifoli (hàbitat d'interès comunitari 1410 Prats i jonqueres halòfils mediterranis (Juncetalia maritimi)). En alguns canals o recs apareixen hidròfits com el canyís (Phragmites communis) i la boga (Typha sp.). S'havien citat també carofícies com Chara vulgaris i Chara fragilis, probablement desaparegudes actualment. Aquest espai incorpora també algunes taques de bosc de ribera, sobretot alberedes (hàbitat 92A0Alberedes, salzedes i altres boscos de ribera). Aquest tipus de bosc, tan poc freqüent avui al conjunt del delta, apareix sobretot a la zona humida de codi 08001116. Un altre hàbitat que apareix a la zona són les pinedes mediterrànies, que en aquest sector tenen característiques interessants per estar situades sobre substrats d'origen dunar(hàbitat 9540).
Aquestes zones acullen poblacions hivernals i nidificants d'ocells com el trist (Cisticola juncidis) i són l'últim refugi dins el delta del Llobregat de la salamandra (Salamandra salamandra) i el gripau d'esperons (Pelobates cultripes).
Els principals factors que afecten negativament aquests espais són una excessiva freqüentació humana (que genera deixalles, ruderalització de la vegetació, etc.) i una extensió gradual d'edificacions, a l'entorn de les quals es produeix un enjardinament i transformació de les parcel·les. Un altre factor que condiciona l'evolució d'aquestes zones és la successió natural de la vegetació: les jonqueres tendeixen a aparèixer uns anys després d'abandonar-se els conreus i progressivament van sent substituïdes per pinedes.
D'aquestes zones, únicament la zona humida amb codi 08001113 està inclosa dins l'espai de la xarxa Natura 2000
ES0000146 "Delta del Llobregat"